# Lý Ngôn Vinh
Lý Ngôn Vinh (tiếng Trung: 李言荣; bính âm: Li Yanrong) là Hiệu trưởng Đại học Tứ Xuyên, Trung Quốc. Trước đây, ông là Hiệu trưởng Đại học Khoa học và Công nghệ Điện tử Trung Quốc (UESTC). Ông là một kỹ sư hóa chất và vật liệu.

## Tiểu sử
Sinh ra ở Tứ Xuyên, ông tốt nghiệp Tiến sĩ tại Viện Hóa học Ứng dụng Trường Xuân, Viện Khoa học Trung Quốc vào năm 1992. Từ năm 1978 - 1983, ông theo học chương trình đại học tại Đại học Sư phạm Tứ Xuyên về hóa học.

## Sự nghiệp
Năm 1993, ông gia nhập UESTC với tư cách là một giảng viên. Từ năm 1998 - 2001, ông trở thành Trưởng Khoa Kỹ thuật Vật liệu. Sau đó, ông là Trưởng khoa Vi điện tử và Điện tử trạng thái rắn. Từ năm 2013 - 2017, ông giữ chức Hiệu trưởng của UESTC. Từ tháng 12 năm 2017, ông là Hiệu trưởng Đại học Tứ Xuyên, Trung Quốc. Năm 2019, ông được bổ nhiệm làm Chủ tịch Hiệp hội Khoa học và Công nghệ Tứ Xuyên. Ông được bầu vào Học viện Kỹ thuật Trung Quốc năm 2011.